# 岔口镇
岔口镇，是中华人民共和国安徽省黄山市歙县下辖的一个乡镇级行政单位。在歙县东部。因处大源、小源两溪汇成大洲源之口得名。地处天目山西麓山区。产茶叶、蚕茧、山核桃、板栗、青枣。有制茶、榨油、缫丝等厂。有公路至大阜接徽杭公路。

## 沿革
1952年设岔口乡，1958年属岔口公社，1983年复设岔口乡，1992年井潭乡并入置岔口镇。

## 行政区划
岔口镇下辖以下地区：
岔口村、文山村、大坑源村、湖岭村、井潭村、金前村和周家村。

## 文物保护
岔口镇拥有黄山市文物保护单位1处：
- 张逢铿祖居，第五批市保，古建筑，民国，歙县岔口镇